# Вредные организмы, не входящие в перечни особо опасных и опасных вредных организмов
Вредные организмы (в защите растений) в Российской Федерации подразделяются на карантинные, особо опасные и опасные вредные организмы. Помимо вредителей растений (позвоночных и беспозвоночных), возбудителей болезней растений и сорных растений, включённых в перечни перечисленных групп вредных организмов, в советской и российской литературе по защите растений и продукции растительного происхождения упоминалось огромное количество видов других вредных организмов. Например, первый в СССР «Список вредных насекомых СССР и сопредельных стран», опубликованный в 1932 г. под редакцией Г. Я. Бей-Биенко и А. А. Штакельберга, содержал сведения о 3124 видах фауны. Завершённый справочник «Насекомые и клещи — вредители сельскохозяйственных культур» в 4 томах (Л.: 1972—1999) включил более 5000 видов насекомых. Однако, отнесение громадного большинства видов в этих и других справочниках к вредным организмам не было подкреплено каким-либо экономическим обоснованием их вредоносности (то есть тем, что сегодня называют анализом фитосанитарного риска). Зачастую отнесение вида к вредным основывалось на единичной публикации о его вреде в каком-либо одном районе. Ниже приведён открытый перечень видов вредителей растений, возбудителей болезней растений и сорных растений, заслуживающих  самостоятельных статей в Википедии.

## А. Вредители растений
- 28-пятнистая картофельная коровка (Henosepilachna vigintioctomaculata Motsch.)
- Азиатская перелётная саранча (Locusta migratoria L.)
- Акациевая ложнощитовка, акациевая щитовка, орешниковая щитовка, акациевый червец (Parthenolecanium corni Bouche.)
- Алтайский цокор (Myospalax myospalax Laxmann)
- Американская белая бабочка (Hyphantria cunea Drury)
- Античный кистехвост, кистехвостка обыкновенная, или античная волнянка (Orgyia antiqua L.)
- Афганская полевка (Blanfordimys afghanus Thomas)
- Бахчевая коровка (Epilachna chrysomelina F.)
- Бахчевая тля (Aphis gossypii Glov.)
- Белая яблонная плодожорка, плодожорка ренет, вертунья плодовая (Spilonota albicana Motschulsky)
- Бобовая тля, свекловичная тля, свекловичная листовая тля (Aphis fabae Scopoli)
- Большая злаковая тля (Sitobion avenae F.)
- Большая картофельная тля (Macrosiphum euphorbiae Thom.)
- Большая полёвка (Microtus (Alexandromys) fortis Buchner.)
- Большая стеблевая хлебная блошка (Chaetocnema hortensis Geoffr.)
- Большой грушевый слоник (Rhynchytes giganteus Kryn.)
- Большой люцерновый скосарь (Otiorhynchys ligustici L.)
- Большой, или рыжеватый, суслик (Spermophilus major Pallas)
- Боярышниковая листовёртка (Archips crataegana Hbn.)
- Боярышниковый клещ (Tetranychus viennensis Zacher.)
- Боярышница (Aporia crataegi L.)
- Брюквенница (Pieris napi L.)
- Букарка (Neocoenorhinidius pauxillus Germ.)
- Бурый плодовый клещ (Bryobia redikorzevi Reck)
- Весенняя капустная муха, малая капустная муха (Delia radicum L.)
- Виноградная листовёртка, лозовая листовёртка (Sparganothis pilleriana Den. et Schiff.)
- Филлоксера виноградная (Dactylosphaera vitifoliae Fitch.)
- Виноградный войлочный клещ, виноградный зудень (Colomerus vitis Pgst.)
- Виноградный турецкий скосарь (Otiorhynchus turca Boheman)
- Вишневая муха (Rhagoletis cerasi L.)
- Вишнёвая побеговая моль (Argyresthia pruniella Clerck)
- Вишнёвая тля (Myzus cerasi F.)
- Вишнёвый общественный пилильщик (Neurotoma nemoralis L.)
- Вишнёвый слизистый пилильщик (Caliroa limacina L.)
- Водяная полёвка (Arvicola terrestris Linnaeus, 1758)
- Восточная луговая совка (Mythimna separata Wlk.)
- Восточная плодожорка (Grapholita molesta Busck.)
- Восточноевропейская полёвка (Microtus rossiaemeridionalis Ognev)
- Восточный горчичный листоед (Colaphus hoefti Men.)
- Восточный майский хрущ (Melolontha hippocastani F.)
- Вредная черепашка (Eurygaster integriceps Puton)
- Всеядная листовёртка (Archips podana Scop.)
- Гелихризовая тля (Brachycaudus helichrysiKalt.)
- Гессенская мушка, гессенский комарик (Mayetiola destructor Say.)
- Гороховая галлица (Contarinia pisi Winnertz)
- Гороховая зерновка (Bruchus pisorum L.)
- Гороховая плодожорка (Laspeyresia nigricana F.)
- Гороховая тля (Acyrthosiphon pisum Harr.)
- Гроздевая листовёртка (Гроздевая (виноградная) листовёртка Lobesia botrana)
- Грушевая медяница (Psylla pyri L.)
- Грушевая плодовая галлица (Contarinia pyrivora Riley)
- Грушевая плодожорка (Laspeyresia pyrivora Danilevsky)
- Грушевый галловый клещ (Eriophyes pyri Pagenstecher, 1857)
- Грушевый клоп, грушевая кружевница (Stephanitis pyri F.)
- Грушевый плодовый пилильщик (Hoplocampa brevis Klug.)
- Грушевый цветоед (Anthonomus pyri Kollar)
- Двулётная листовёртка (Eupoecilia ambiguella Hbn.)
- Дитиленх стеблевой (луковочесночная раса), стеблевая нематода лука (Ditylenchus dipsaci Kuhn)
- Длиннохвостый суслик, суслик Эверсманна (Spermophilus undulatus Pallas)
- Домовая мышь (Mus musculus L.)
- Донниковый (узколобый) клубеньковый долгоносик (Sitona cylindricollis Fahr.)
- Древесница въедливая (Zeuzera pyrina L.)
- Древоточец пахучий (Cossus cossus L.)
- Дрозд-рябинник (Turdus pilaris L.)
- Дымчатая листовёртка (Choristoneura diversana Huebner)
- Европейская мышь (Apodemus sylvaticus L.)
- Европейский крот (Talpa europaea L.)
- Жёлтый семяед (Tychius flavus Becker)
- Жёлтый сливовый пилильщик, косточковый жёлтый плодовый пилильщик (Hoplocampa flava L.
- Жужелица волосистая (Harpalus rufipes Deg.)
- Заболонник плодовый (Scolytus mali Bechst.)
- Западная свекловичная муха (Pegomyia hyosciami Panzer.)
- Западный горчичный листоед (Colaphus sophiae Schall.)
- Зелёный кузнечик (Tettigonia viridissima L.)
- Западный майский жук (Melolontha melolontha L.)
- Западный непарный короед (Xyleborus dispar F.)
- Зелёная персиковая тля (Myzodes persicae Sulz.)
- Зелёная яблоневая тля (Aphis pomi Degeer)
- Зеленоглазка (Chlorops pumilionis Bjerk.)
- Зимняя пяденица (Operophtera brumata L.)
- Златогузка, или обыкновенная златогузка (Euproctis chrysorrhoea L.)
- Золотистая картофельная нематода (Globodera rostochiensis (Woll.) Behr.)
- Зонтичная моль, морковная моль, укропная моль, анисовая моль (Depressaria depressana F.)
- Ивовая кривоусая листовёртка (Pandemis heparana Den. et Schiff.)
- Итальянский прус (Calliptamus italicus L.)
- Кабан (Sus scrofa L.)
- Казарка плодовая (Rhynchites bacchus L.)
- Калифорнийская (вредная) щитовка (Quadraspidiotus perniciosus Comst.)
- Капустная моль (Plutella xylostella L.)
- Капустная совка (Mamestra brassicae L.)
- Капустная тля (Brevicoryne brassicae L.)
- Капустница (Pieris brassicae L.)
- Капустный листоед (Phaedon cochleariae F.)
- Картофельная моль, картофельная минирующая моль (Phthorimaea operculella Zel.)
- Картофельная совка, или болотная совка, лиловатая яровая совка (Hydraecia micacea Esper)
- Клеверный семяед (Apion apricans Hbst.)
- Колорадский жук (Leptinotarsa decemlineata Say)
- Кольчатый коконопряд (Malacosoma neustrium L.)
- Конопляная плодожорка, конопляная листовёртка (Grapholita delineana Walker.)
- Конопляная блошка, или хмелевая блошка (Psylliodes attenuatus Koch)
- Корневая свекловичная тля, свекловичный пемфиг (Pemphigus fuscicornis Koch)
- Крапчатый суслик (Spermophilus suslicus Guld.)
- Краснокрылый боярышниковый слоник (Tatianaerhynchites aequatus L.)
- Краснохвост, или садовая шерстолапка (Calliteara pudibunda L.)
- Краснощёкий суслик (Spermophilus erythrogenys Brandt.)
- Красный плодовый клещ (Panonychus ulmi Koch)
- Крестоцветные земляные блошки (Phyllotreta nemorum L., Phyllotreta undulata Kutsch., Phyllotreta armoraciae Koch., Phyllotreta striolata F., Phyllotreta atra Fabr., Phyllotreta cruciferae Goeze., Phyllotreta nigripes F.)
- Крошка свекловичная (Atomaria linearis Steph.)
- Кружковая мольминер, боярышниковая кружковая моль (Leucoptera malifoliella Costa)
- Крымский чёрный виноградный скосарь (Otiorhynchus asphaltinus Germar)
- Кузька посевный (Anisoplia austriaca Hrbst.)
- Кукурузная тля (Rhopalosiphum maidis Fitch)
- Кукурузный (стеблевой) мотылёк (Ostrinia nubilalis Hbn.)
- Лесная соня (Dryomys nitedula Pallas, 1778)
- Летняя капустная муха, большая капустная муха (Delia floralis Fallen)
- Листовой люцерновый долгоносик (Hypera postica Gyll.)
- Луговой мотылек (Loxostege sticticalis L.)
- Луковая моль (Acrolepiopsis assectella Zeller)
- Луковая муха (Delia antiqua Meigen)
- Льняной трипс (Thrips linarius Uzel.)
- Льняные блошки (синяя льняная блоха; коричневая льняная блоха; чёрная льняная блоха) (Aphthona euphorbiae Schrank, Aphthona flaviceps All., Longitarsus parvulus Payk.)[уточнить]
- Люпиновый долгоносик, серый гороховый слоник (Sitona griseus F.)
- Люцерновая нематода (Heterodera medicaginis Kirjanova)
- Люцерновая тля (Aphis cracciuvora Koch.)
- Люцерновая толстоножка, люцерновый семяед (Bruchophagus roddi Guss.)
- Люцерновая цветочная галлица (Contarinia medicaginis Kieffer.)
- Люцерновый галловый тихиус, люцерновый бобовый слоник (Tychius medicaginis Brisout de Barneville)
- Люцерновый клоп (Adelphocoris lineolatus Goeze.)
- Люцерновый клубеньковый долгоносик (Sitona humeralis Steph.)
- Маврская черепашка (Eurygaster maura L.)
- Малая стеблевая хлебная блошка (Малая (обыкновенная) стеблевая хлебная блошка Chaetocnema aridula)
- Малинный жук (Byturus tomentosus De Geer)
- Малый клеверный листовой слоник (Hypera nigrirostris F.)
- Малый клеверный семеед (Protapion trifolii L.)
- Малый серый долгоносик (Tanymecus palliatus F. )
- Малый суслик (Spermophilus pygmaeus Pallas)
- Мароккская саранча (Dociostaurus maroccanus Thnb.)
- Медведка дальневосточная (Gryllotalpa orientalis Burm.)
- Медведка обыкновенная (Gryllotalpa gryllotalpa L.)
- Медведка одношипная (Gryllotalpa unispina Sauss.)
- Медведка степная (Gryllotalpa stepposa Zhant.)
- Медляк песчаный (Opatrum sabulosum L.)
- Медляк степной (Blaps halophila Fisch.)
- Многоядная листовёртка (Многоядная, или гребневая, листовёртка Argyrotaenia ljungiana)
- Морковная муха (Psila rosae F.)
- Морщинистый заболонник (Scolytus rugulosus Muell.)
- Мышь-малютка (Micromys minutus Pallas.)
- Непарный шелкопряд (Lymantria dispar L.)
- Общественная полёвка (Microtus (Sumeriomys) socialis Pallas)
- Обыкновенная зерновая совка (Apamea sordens Hufn.)
- Обыкновенная злаковая тля (Schizaphis graminum Rond.)
- Обыкновенная полёвка (Microtus arvalis Pallas)
- Обыкновенная свекловичная блошка, блошка гречишная (Chaetocnema concinna Marsh.)
- Обыкновенная слепушонка (Ellobius talpinus Pal.)
- Обыкновенная хлебная жужелица (Zabrus tenebrioides Goeze)
- Обыкновенная черемуховая тля (Rhopalosiphum padi L.)
- Обыкновенный свекловичный долгоносик (Asproparthenis punctiventris Germar)
- Обыкновенный скворец (Sturnus vulgaris L.)
- Обыкновенный слепыш (Spalax microphthalmus Guld.)
- Обыкновенный хомяк (Cricetus cricetus L.)
- Овсяная нематода (Heterodera avenae Woll.)
- Огнёвка акациевая (Etiella zinckenella Tr.)
- Озимая совка (Agrotis segetum Den. et Schiff.)
- Опомиза пшеничная, опомиза обыкновенная (Opomyza florum F.)
- Пестрозолотистая листовёртка (Пестрозолотистая, или жимолостная листовёртка Cacoecia xylosteana)
- Пластинчатозубая крыса, земляная крыса, незокия (Nesokia indica Gray et Hardwicke)
- Плодовая горностаевая моль, разноядная горностаевая моль, боярышниковая горностаевая моль (Yponomeuta padellus L.)
- Плодовая нижнеминирующая моль пестрянка (Phyllonorycter blancardella Fabricius)
- Плодовая пяденицаобдирало (Erannis defoliaria Clerck)
- Плодовая разноцветная листовёртка (Acleris variegana Denis & Shiffermuller)
- Плодовая рябиновая моль, рябиновая моль, бурая побеговая моль (Argyresthia conjugella Zeller)
- Плодовая, или изменчивая, листовёртка (Hedya nubiferana Hw.)
- Плодовая, или яблоневая, молелистовёртка (Choreutis pariana Cl.)
- Подсолнечниковая огнёвка, подсолнечниковая моль (Homoeosoma nebulella Den. et Schiff.)
- Подсолнечниковый усач (Agapanthia dahli Richt.)
- Полевая мышь (Apodemus agrarius Pallas.)
- Полевка Брандта (Lasiopodomys brandti Radde)
- Полосатая хлебная блошка (Phyllotreta vittula Redt.)
- Полосатый клубеньковый долгоносик (Sitona lineatus L.)
- Полчок (Myoxus glis L.)
- Почковая листовёртка (Spilonota ocellana Den. et Shiff.)
- Предкавказский хомяк, хомяк Радде (Mesocricetus raddei Nehring.)
- Просяной комарик (Stenodiplosis panici Plotnikov.)
- Пшеничная зерновая галлица, жёлтая злаковая галлица, пшеничный комарик (Contarinia tritici Kirby)
- Пьявица красногрудая (Oulema melanopus L.)
- Пятнистый кистехвост (Orgyia recens Hbn.)
- Рапсовая блошка (Psylliodes chrysocephalus L.)
- Рапсовый клоп (Eurydema oleracea L.)
- Рапсовый листоед (Entomoscelis adonidis Pall.)
- Рапсовый пилильщик (Athalia rosae L.)
- Рапсовый цветоед (Meligethes aeneus F.)
- Репная белянка (Pieris rapae L.)
- Рисовый афеленхоид, рисовый афеленх, рисовая листовая нематода (Aphelenchoides besseyi Christie)
- Рисовый минёр (Agromyza oryzae Munakata)
- Розанная, или золотистая листовёртка (Archips rosana L.)
- Розаннозлаковая тля (Metopolophium dirhodum Walk.)
- Рыжий люцерновый семеед (Tychius aureolus Kiesenwetter)
- Садовый паутинный клещ, виноградный паутинный клещ (Eotetranychus pruni Oudemans)
- Свекловичная минирующая моль, свекловичная моль (Scrobipalpa ocellatella Boyd)
- Свекловичная нематода (Heterodera schachtii Schmidt)
- Свекловичная щитоноска (Cassida nebulosa L.)
- Свекловичный клоп, серый (коричневый) свекловичный клоп, бурый свекловичный клопик (Polymerus (Poeciloscytus) cognatus Fieb.)
- Сверчок степной (Melanogryllus desertus Pall.)
- Свинцовополосая, или золотистополосая, листовёртка (Ptycholoma lecheana L.)
- Северная свекловичная муха (Pegomyia betae Curtis.)
- Семенной рапсовый скрытнохоботник (Ceutorhynchus obstrictus Marsh.)
- Серая зерновая совка (Apamea anceps Den. et Schiff.)
- Сетчатая листовёртка (Adoxophyes orana F.R.)
- Сибирская кобылка (Aeropus sibiricus L.)
- Сливовая опыленная тля (Hyalopterus pruni Geoffr.)
- Сливовая плодожорка (Grapholita funebrana Tr.)
- Сливовая пяденица (Angerona prunaria L.)
- Сливовый чёрный плодовый пилильщик (Hoplocampa minuta Christ.)
- Смородинная, или смородинная кривоусая листовёртка (Pandemis ribeana Hbn.)[уточнить]
- Совка гамма (Autographa gamma L.)
- Совка ипсилон (Agrotis ipsilon Hufn.)
- Соевая нематода, соевая цистообразующая нематода, соевая гетеродера (Heterodera glycines Ichinohe)
- Стадная, или узкочерепная полёвка (Microtus (Stenocranius) gregalis Pallas)
- Стеблевая нематода картофеля, клубневой дитиленх (Ditylenchus destructor Thorne)
- Стеблевой капустный скрытнохоботник (капустный стеблевой долгоносик) (Ceutorhynchus pallidactylus (Marsh.) )
- Степная пеструшка (Lagurus lagurus Pallas)
- Трипс пшеничный (Haplothrips tritici Kurd.)
- Туркестанский рисовый долгоносик, рисовый водяной долгоносик (Hydronomus sinuaticollis Faust.)
- Узкотелая златка зелёная (Agrilus viridis L.)
- Фасолевая зерновка (Acanthoscelides obtectus Say)
- Хлебный пилильщик обыкновенный (Cephus pygmaeus L.)
- Хлебный чёрный пилильщик, чёрный пилильщик (Trachelus tabidus F.)
- Хлопковая совка (Helicoverpa armigera Hbn.)
- Хмелевая нематода (Heterodera humuli Filipjev)
- Черёмуховый косточковый цветоед (Furcipus rectirostris L.)
- Черепашка австрийская (Eurygaster austriaca Schrank)
- Чёрная златка (Capnodis tenebrionis L.)
- Чёрная пшеничная муха (Phorbia fumigata Meig.)
- Щелкун блестящий (Selatosomus aeneus L.)
- Щелкун полосатый (Agriotes lineatus L.)
- Щелкун посевной (Agriotes sputator L.)
- Щелкун сибирский (Selatosomus spretus Mannh.)
- Щелкун степной (Agriotes gurgistanus Faldermann.)
- Щелкун тёмный (Agriotes obscurus L.)
- Щелкун широкий (Selatosomus latus F.)
- Щетинистый клубеньковый долгоносик (Sitona crinitus Hrbst.)
- Элия носатая (Aelia rostrata Boh.)
- Элия остроголовая (Aelia acuminata L.)
- Южная свекловичная блошка (Chaetocnema breviuscula Fald.)
- Южный серый долгоносик (Tanymecus dilaticollis Gyll.)
- Яблоневая запятовидная щитовка (Lepidosaphes ulmi L.)
- Яблоневый плодовый пилильщик (Hoplocampa testudinea Klug.)
- Яблонная белая моль крошка, яблонная минирующая моль, персиковая моль (Lyonetia clerkella L.)
- (Яблонная моль (Yponomeuta malinellus Zell.))
- Яблонная медяница (Psylla mali Schmidber.)
- Яблонная плодожорка (Cydia pomonella L.)
- Яблонная стеклянница (Synanthedon myopaeformis Borkh.)
- Яблонный цветоед (Anthonomus pomorum L.)
- Ячменная и овсяная шведские мухи (Oscinella pusilla Mg., Oscinella frit L.)
- Ячменная тля (Brachycolus noxia Mord.)
- Ячменный минёр (Hydrellia griseola Fll.)

## Aa. Вредители запасов
- Блестянки
- Долгоносик амбарный обыкновенный
- Зерновой точильщик
- Кожееды
- Мавританская козявка
- Моль зерновая
- Мукоеды
- Мучные хрущаки
- Огнёвки
- Притворяшки
- Рисовый долгоносик
- Сеноеды
- Скрытники
- Скрытноеды
- Хлебные клещи
- Южная огнёвка

## В. Болезни растений
- Y-вирус картофеля (Potato virus Y potyvirus) (YВК)
- Альтернариоз (тёмно-бурая пятнистость) подсолнечника (Alternaria spp.)
- Альтернариоз гороха (Alternaria alternata (Fr.) Keissl.)
- Альтернариоз или оливковая плесень риса (Alternaria alternata (Fr.) Keissl.)
- Альтернариоз картофеля (Alternaria solani Sorauer.)
- Альтернариоз листьев хлопчатника (Alternaria gossypii (Jacz.) Nisik., K.Kimura & Miyaw.; Alternaria macrospora Zimm.)
- Альтернариоз яблони (Alternaria mali Roberts.)
- Альтернариоз ячменя (A. alternata [Fr.] Keissler, A. tenuissima [Kunze ex Nees et T. Nees: Fries] Wiltshire, A. infectoria Simmons и другие)
- Альтернариоз, или сухая пятнистость (зональная пятнистость) томата (Alternaria solani Sorauer.)
- Антракноз гороха (Colletotrichum pisi Pat.)
- Антракноз кукурузы (Glomerella graminicola D.J. Politis.)
- Антракноз люцерны (Colletotrichum trifolii Bain.)
- Антракноз сои (Colletotrichum glycines Hori (C. truncatum) (Schw.) Andrus et W.D. Moore)
- Антракноз тыквенных культур (Colletotrichum lagenarium (Pass.) Ell. et Halst.)
- Антракноз яблони (Cryptosporiopsis curvispora (Peck) Gremmen.)
- Аскохитоз люцерны (Phoma medicaginis Malbr. & Roum. var. medicaginis.)
- Аскохитоз овса (Ascochyta avenae (Petr.) R. Sprague & Aar.G. Johnson)
- Аскохитоз пшеницы (Ascochyta hordei Hara) (=Ascochyta graminicola Sacc.)
- Аскохитоз ржи (Ascochyta graminicola Sacc.) (=Ascochyta hordei Hara)
- Аскохитоз риса (Ascochyta oryzae Catt.) (=Phomopsis oryzae-sativae Punith.)
- Аскохитоз сои (Ascochyta sojaecola Abramov)
- Афаномицетная корневая гниль гороха (Aphanomyces euteiches Drechsl)
- Базальная гниль стеблей, южная склероциальная гниль подсолнечника (Athelia rolfsii (Curzi) C.C. Tu and Kimbr.)
- Базальный бактериоз пшеницы (Pseudomonas syringae pv. atrofaciens (McCulluch) Young, Dye & Wilkie)
- Бактериальная листовая пятнистость тыквенных культур (Xanthomonas campestris pv. cucurbitae (Bryan) Dye)
- Бактериальная пятнистость цветной капусты (Pseudomonas syringae pv. maculicola (McCulloch) Young et al.)
- Бактериальный ожог гороха (Pseudomonas syringae pv. pisi (Sackett) Young et al.)
- Бактериальный ожог моркови (Xanthomonas campestris pv. carotae (Kendrick) Dye)
- Бактериальный рак косточковых плодовых деревьев (Pseudomonas syringae pv. morsprunorum (Wormald) Yong et al.)
- Бактериальный рак томата (Clavibacter michiganensis subsp. michiganensis (Smith) Davis et al.)
- Белая гниль кукурузы (Sclerotinia sclerotiorum (Lib.) de Bary)
- Белая гниль подсолнечника (Sclerotinia sclerotiorum (Lib.) de Bary)
- Белая пятнистость листьев груши (Septoria piricola Desm.) (=Mycosphaerella pyri (Auersw.) Boerema)
- Бледнопятнистый аскохитоз гороха (Ascochyta pisi Lib)
- Бурая (листовая) ржавчина ржи (Puccinia dispersa Erikss. et Henning (Puccinia recondita Rob. ex Desm. f. sp. secalis))
- Бурая пятнистость листьев яблони (филлостиктоз) (Phyllosticta mali Prill. & Delacr.)
- Бурая пятнистость люцерны (Pseudopeziza medicaginis (Lib.) Sacc.)
- Бурый бактериоз (бактериальное увядание) картофеля (Ralstonia solanacearum (Smith) Yabuuchi et al.)
- Вертициллезное увядание подсолнечника (Verticillium dahliae Kleb.)
- Вертициллезный вилт хлопчатника (Verticillium dahliae var. dahliae Kleb.)
- Вирус жёлтой карликовости ячменя (Barley yellow dwarf luteovirus)
- Вирус закукливания овса (ВЗО) (Oat pseudorosette rhabdovirus)
- Вирус карликовой мозаики кукурузы (ВКМК) (Maize dwarf mosaic potyvirus)
- Вирус мозаики костра (Brome mosaic virus)
- Вирус мозаики огурца (Cucumber mosaic virus)
- Вирус мозаики табака (Tobacco mosaic virus)
- Вирус огуречной мозаики (некротический штамм) (Cucumber mosaic virus (necrotic strain))
- Вирус погремковости табака (ВПТ) (Tobacco rattle tobravirus)
- Вирус полосатой мозаики пшеницы (ВПМП) (Wheat streak mosaic rymovirus (WSMV))
- Вирус пятнистого увядания томата (Бронзовость томата) (Tomato spotted wilt virus)
- Вирус русской мозаики озимой пшеницы (ВРМОП) (Winter wheat Russian mosaic virus)
- Вирус скручивания листьев картофеля (ВСЛК) (Potato leafroll luteovirus)
- Гельминтоспориоз стеблей, початков и листьев кукурузы (южный гельминтоспориоз) (Helminthosporium maydis Y. Nisik. & C. Miyake
- Гельминтоспориозная пятнистость листьев кукурузы (северный гельминтоспориоз) (Helminthosporium turcicum Pass.)
- Гниль корней хлопчатника (Thanatephorus cucumeris (A.B. Frank) Donk., Thielaviopsis basicola (Berk. & Broome) Ferraris.)
- Диплодиоз риса (Diplodiella oryzae I. Miyake)
- Жёлтая пятнистость (пиренофороз) пшеницы (Pyrenophora tritici-repentis (Died.) Drechsler.)
- Жёлтая пятнистость люцерны (Pseudopeziza jonesii Nannf.)
- Жёлто-бурая пятнистость (сколекотрихоз) овса (Scolecotrichum graminis Fuckel) (=Mycosphaerella recutita (Fr.) Johanson.)
- Зональная пятнистость или фомоз свёклы (Phoma betae A.B. Frank) (=Pleospora betae Bjorl.)
- Кагатная гниль сахарной свёклы (Botrytis cinerea Pers., Fusarium spp. Li : Fr., Rhizopus nigricans Ehrenb.)
- Карликовая головня пшеницы (Tilletia controversa J.G. Kuhn.)
- Карликовая ржавчина ячменя (Puccinia hordei G.H. Otth.)
- Кила капусты (Plasmodiophora brassicae Woronin.)
- Кила рапса (Plasmodiophora brassicae Woronin.)
- Кладоспориоз или бурая пятнистость листьев томатов (Cladosporium fulvum Cooke)
- Кольцевая гниль картофеля (Clavibacter michiganensis subsp. sepedonicus (Spieckermann & Kothoff) Davis et al.)
- Корневая гниль огурца (Fusarium spp. Lk : Fr, Rhizoctonia spp. DC.)
- Корневая гниль подсолнечника (Fusarium spp., Rhizoctonia spp.)
- Корневой рак плодовых культур (Agrobacterium tumefaciens (Smith & Townsend) Conn)
- Корнеед сахарной свёклы (Pythium debarianum R. Hesse., Fusarium spp. Li : Fr., Phoma betae A.B. Frank.)
- Корончатая ржавчина овса (Puccinia coronata Corda)
- Крапчатая снежная плесень (тифулез) ржи (Typhula incarnata Lasch: Fr.) (=T. itoana Imai., T. elegantula P., T.graminum Karst.)
- Красно-бурая пятнистость овса (Pyrenophora avenae S. Ito & Kurib.)
- Курчавость листьев персика; возбудитель — Тафрина деформирующая (Taphrina deformans (Berk.) Tul.)
- Листовая (бурая) ржавчина пшеницы (Puccinia recondita Rob. ex Desm f. sp. tritici)
- Ложная мучнистая роса гороха (Peronospora pisi Syd.)
- Ложная мучнистая роса огурца (Pseudoperonospora cubensis (Berk. & M.A. Curtis) Rostovzev.)
- Ложная мучнистая роса подсолнечника (Plasmopara halstedii (Farl.) Berl. et de Toni)
- Мелкопузырчатая головня сорго (Sphacelotheca cruenta (Kuhn) Potter)
- Мучнистая роса гороха (Erysiphe communis f. pisi (H.A. Dietr.) Jacz)
- Мучнистая роса люцерны (Erysiphe pisi DC.)
- Мучнистая роса огурца (Erysiphe cichoracearum Dc. f. cucurbitacearum Poteb.)
- Мучнистая роса подсолнечника (Erysiphe cichoracearum f. helianthi Jacz. и Leveillula compositarum f. helianthi Golovin.)
- Мучнистая роса пшеницы (Blumeria graminis (DC.) Speer f. sp. tritici Marchal.)
- Мучнистая роса ржи (Blumeria graminis)
- Мучнистая роса сахарной свёклы (Erysiphe betae (Vanha) Weltzien.)
- Мучнистая роса сои (Erysiphe communis Wallr. f. glycine Jacz.)
- Мучнистая роса томатов (Erysiphe communis (Wallr.) f. solani-lycopersici Jacz. и Leveillula taurica (Lev.)G. Arnaud.)
- Мучнистая роса хлопчатника (Leveillula taurica (Lev.) G.Arnaud.)
- Мучнистая роса яблони (Podosphaera leucotricha (Ellis & Everh.) E.S. Salmon.)
- Мучнистая роса ячменя (Blumeria graminis (DC.) Speer f. sp. hordei Marchal.)
- Нигроспориоз кукурузы (Nigrospora oryzae (Berk. & Broome) Petch.)
- Обыкновенная корневая гниль ячменя, виды р. Fusarium и Cochliobolus sativus (S. Ito & Kurib.) Drechsler ex Dastur (=Bipolaris sorokiniana (Sacc.) Shoemaker)
- Обыкновенная парша картофеля (Streptomyces scabies (Thaxter) Waksman et Henrici.)
- Обыкновенная пятнистость фасоли (Xanthomonas campestris pv. phaseoli (Smith) Dye)
- Ореольный (красный) бактериоз овса (Pseudomonas syringae pv. coronafaciens (Ellliott 1920) Young et al. 1978)
- Офиоболезная корневая гниль (Gaeumannomyces graminis (Sacc.) Arx & D.L. Olivier.)
- Парша яблони (Venturia inaequalis (Cooke) G. Winter.)
- Пероноспороз или ложная мучнистая роса капусты (Peronospora brassicae Gaum.)
- Пероноспороз или ложная мучнистая роса люцерны (Peronospora aestivalis Syd.)
- Пероноспороз или ложная мучнистая роса сахарной свёклы (Peronospora schachtii Fuck.)
- Пероноспороз или ложная мучнистая роса сои (Peronospora manshurica (Naum.) Syd.)
- Питиозная корневая гниль пшеницы (Pythium aristosporum Vanterp., Pythium arrhenomanes Drechsler, Pythium graminicola Subraman., Pythium ultimum Trow.)
- Плесневение семян пшеницы (Aspergillus Link spp., Penicillium Link. spp., Trichothecium roseum Pers., Mucor mucedo Fresen., Rhizopus nigricans Ehrenb.)
- Плодовая гниль или монилиоз яблони (Monilia fructigena Pers.)
- Покрытая (твёрдая) головня овса (Ustilago kolleri Wille.)
- Покрытая головни ячменя (Ustilago hordei (Pers) Lagerh.)
- Покрытая головня сорго (Sphacelotheca sorghi (Link) Clinton)
- Полосатая пятнистость ячменя (Pyrenophora graminea Ito & Kuribayashi) (анаморфа Drechslera graminea (Rabenh.) Shoemaker)
- Порошистая парша картофеля (Spongospora subterranea (Wallr.) Lagerh.)
- Пузырчатая головня кукурузы (Ustilago zeae (Link) Unger) (=Ustilago maydis (DC.) Corda)
- Пыльная головня кукурузы (Sorosporium reilianum (Kuehn) McAlp.)
- Пыльная головня овса (Ustilago avenae (Pers.) Rostr.)
- Пыльная головня пшеницы (Ustilago tritici (Pers.) C.N. Jensen, Kellerm. & Swingle.)
- Пыльная головня ржи (Ustilago tritici (Pers.) C.N. Jensen, Kellerm. & Swingle.)
- Пыльная головня сорго (Sorosporium reilianum (Kuhn) Mc. Alpine f. sorghi Geschele)
- Пыльная головня ячменя (Ustilago nuda (C.N. Jensen) Rostr.)
- Ржавчина гороха (Uromyces pisi (Pers.) de Bary и Uromyces fabae (Pers.) DB. f. pisi-sativae Hirats)
- Ржавчина груши (Gymnosporangium sabinae (Dicks.) G. Winter.)
- Ржавчина люцерны (Uromyces striatus Schrot.)
- Ржавчина подсолнечника (Puccinia helianthi Schwein.)
- Ржавчина сои (Uromyces sojae Syd)
- Ризоктониоз, или чёрная парша картофеля (Thanatephorus cucumeris (A.B. Frank) Donk.) (=Rhizoctonia solani J.G. Kuhn)
- Ризоктониозная корневая гниль пшеницы (Rhizoctonia solani J.G. Kuhn) (= Thanatephorus cucumeris (A.B. Frank) Donk)
- Ринхоспориоз ржи (Rhynchosporium secalis (Oudem.) Davis)
- Ринхоспориоз ячменя (Rhynchosporium secalis (Oudem.) J. J. Davis) (синоним Marssonia secalis Oudem.)
- Септориоз или ржавая пятнистость сои (Septoria glycines Hemmi.)
- Септориоз кукурузы (Septoria spp.)
- Септориоз листьев и колоса пшеницы (Phaeosphaeria nodorum (E. Muell.) Hedjar.) (=Leptosphaeria nodorum E. Muell., =Septoria nodorum (Berk.) Berk)
- Септориоз листьев пшеницы (Mycosphaerella graminicola (Fuckel) J. Schroet.) (=Septoria tritici)
- Септориоз ржи (Septoria secalis Prill. et Del.)
- Септориоз риса (Septoria oryzae Catt.)
- Септориоз томата, белая пятнистость листьев (Septoria lycopersici Speg.)
- Септориоз ячменя (Phaeosphaeria nodorum (E. Muell.) Hedjar.) (=Leptosphaeria nodorum E. Muell., =Septoria nodorum (Berk.) Berk)
- Септориозная пятнистость листьев подсолнечника, септориоз (Septoria helianthi Ell.& Kell.)
- Серая гниль подсолнечника (Botryotinia fuckeliana (de Bary) Whetzel.) (= Botrytis cinerea Pers.)
- Серая пятнистость стеблей подсолнечника, рак стеблей, фомопсис (Diaporthe helianthi Munt.-Cvetk., Mihaljc. & M. Petrov.
- Сердцевинный некроз стеблей томата (Pseudomonas corrugata Roberts & Scarlett 1981)
- Сетчатая пятнистость ячменя (Pyrenophora teres Drechsler)
- Склероспороз кукурузы (Sclerospora spp.)
- Склероциальная гниль, склеротиниоз пшеницы (Sclerotinia borealis Bubak & Vleugel.)
- Слизистый бактериоз капусты (Erwinia carotovora subsp. carotovora (Jones) Berqey, Harrison et al.)
- Снежная плесень (Microdochium nivale (Fr.) Samuels & I.C. Hallett)
- Снежная плесень ржи (Monographella nivalis var. nivalis (Schaffnit) E. Mull.) (=Microdochium nivale (Fr.) Samuels & I.C. Hallett, = Fusarium nivale Ces. ex Berl. & Voglino)
- Сосудистый бактериоз капусты (Xanthomonas campestris pv. campestris (Pammel) Dowson)
- Спорынья ржи (Claviceps purpurea (Fr.) Tul.)
- Стеблевая головня пшеницы (Urocystis tritici Koern.)
- Стеблевая головня ржи (Urocystis occulta (Wallr.) Rabenh.)
- Стеблевая ржавчина ржи (Puccinia graminis Pers. f. sp. secalis (Erikss.et Henn.))
- Стеблевые гнили кукурузы (Gibberella zeae (Schwein.) Petch.) (= G. fujikuroi (Sawada) Ito in Ito&.Kimura)
- Столбур томата (Stolbur of tomato, Lycopersicum virus 5 (Samuel, Bald et Eardley) Smith.)
- Сухая гниль корзинок подсолнечника (Rhizopus stolonifer var. stolonifer (Ehrenb.) Vuill.)
- Твёрдая головня пшеницы (Tilletia caries (DC.) Tul., Tilletia laevis Kuehn)
- Твёрдая головня ржи (Tilletia secalis (Corda) J.G. Kuhn.)
- Твёрдая головня риса (Tilletia horrida Takah.)
- Тёмно-бурая пятнистость пшеницы, гельминтоспориоз (Cochliobolus sativus (S. Ito & Kurib.) Drechsler ex Dastur) (= Bipolaris sorokiniana (Sacc.) Shoemaker)
- Тёмно-бурая пятнистость пшеницы, гельминтоспориоз (Cochliobolus sativus (Ito et Kurib.) Drechsler ex Dastur.) анаморфа Bipolaris sorokiniana (Sacc.) Shoemaker
- Тёмно-бурая пятнистость ячменя (Cochliobolus sativus (S. Ito & Kurib.) Drechsler ex Dastur) (= Bipolaris sorokiniana (Sacc.) Shoemaker.
- Тёмнопятнистый аскохитоз гороха (Ascochyta pinodes L.K. Jones)
- Тифулезное выпревание, или тифулез пшеницы (Typhula incarnata Lasch, Typhula idahoensis Remsberg.)
- Туберкулез свёклы (Xanthomonas beticola (Smith, Brown, Townsend) Savelescu)
- Углистая склероциальная гниль хлопчатника (Macrophomina phaseolina (Tassi) Goid.)
- Угловатая бактериальная пятнистость фасоли (Pseudomonas syringae pv. phaseolicola (Burkholder)Young et al.)
- Угловатая пятнистость (бактериальный ожог) сои (Pseudomonas syringae pv. glycinea (Coerper) Young et al.)
- Угловатая пятнистость огурца (Pseudomonas syringae pv. lachrymans (Smith et Bryan) Yong et al.)
- Угольная (пепельная) гниль подсолнечника (Macrophomina phaseolina (Tassi) Goid.)
- Филлостиктоз риса (Phyllosticta oryzaecola Hara.)
- Фитофтороз, бурая гниль плодов томата (Phytophthora infestans de Bary A.)
- Фитофтороз картофеля (Phytophthora infestans (Mont.) de Bary.)
- Фомоз или сухая гниль капусты (Phoma lingam (Tode) Desm.)
- Фомоз подсолнечника (Leptosphaeria lindquistii Frezzi)
- Фомоз риса (Phoma oryzae Cooke & Massee) (=Phoma minutispora P.N. Mathur).
- Фузариоз всходов кукурузы (Fusarium spp.)
- Фузариоз гороха, корневая гниль и трахеомикозное увядание (Fusarium oxysporum (Schlecht.) f. pisi (Hal.) Raillo, Fusarium solani (Mart.) App. et Wr. f. pisi, Fusarium culmorum Sacc., Fusarium avenaceum (Fr.) Sacc., Fusarium semitectum Berk. et Rav., Fusarium gibbosum App. et Wr.)
- Фузариоз колоса пшеницы, (Fusarium spp.: Fusarium graminearum Schwabe (= Gibberella zeae (Schwein.) Petch), Fusarium avenaceum (Fr.) Sacc. (=Gibberella avenacea R.J. Cook), Fusarium poae (Peck) Wollenw., Fusarium sporotrichioides Sherb., Fusarium culmorum (W.G. Sm.) Sacc.)
- Фузариоз колоса ржи, грибы рода Fusarium: Fusarium avenaceum (Fr.) Sacc. (=Gibberella avenacea R.J. Cook), Fusarium poae (Peck) Wollenw., bt-ruslat||Fusarium sporotrichioides|Sherb., bt-ruslat||Fusarium culmorum|(W.G. Sm.) Sacc.
- Фузариоз колоса ячменя, грибы рода Fusarium: Fusarium graminearum Schwabe (= Gibberella zeae), Fusarium avenaceum (Fr.) Sacc. (=Gibberella avenacea R.J. Cook), Fusarium poae (Peck) Wollenw., Fusarium sporotrichioides Sherb., Fusarium culmorum (W.G. Sm.) Sacc.
- Фузариоз люцерны (Fusarium spp.)
- Фузариоз початков кукурузы (Fusarium verticillioides (Sacc.) Nirenberg) (=F. moniliforme J. Sheld., =Gibberella moniliformis Wineland).
- Фузариоз риса (Fusarium spp. Fusarium graminearum Schwabe) (= Gibberella zeae (Schwein.) Petch).
- Фузариоз сои, корневая гниль, трахеомикозное увядание (Fusarium oxysporum Schlecht, Fusarium solani (Mart.) Appel et Wr., Fusarium gibbosum App. et Wr., Fusarium avenaceum (Fr.) Sacc., Fusarium culmorum (Sm.) Sacc., Fusarium heterosporium Nees.)
- Фузариозная корневая гниль пшеницы Fusarium oxysporum Schlectend.: Fr. и F. solani (Mart.) Sacc.[уточнить]; Fusarium avenaceum Cook, Fusarium verticilliodes J. Sheld., Fusarium subglutinans (Wollenweb. & Reinking) P. E. Nelson, T. A. Tousson & Marassas, Fusarium acuminatum Ellis & Verh., Fusarium equiseti (Corda) Sacc.
- Фузариозный вилт хлопчатника (Fusarium oxysporum f. sp. vasinfectum W.C. Snyder & H.N. Hansen.)
- Церкоспорелезная прикорневая гниль пшеницы (Pseudocercosporella herpotrichoides (Fron) Deighton.)
- Церкоспореллез (глазковая пятнистость) ржи (Pseudocercosporella herpotrichoides (Fron) Deighton.)
- Церкоспороз риса (Cercospora oryzae Miyake.) (телеоморфа Sphaerulina oryzina Hara)
- Церкоспороз свёклы (Cercospora beticola Sacc.)
- Церкоспороз сои (Cercospora sojina Hara)
- Цитоспороз (усыхание) косточковых культур (Cytospora leucostoma (Pers.) Sacc.)
- Чёрная бактериальная пятнистость томата (Xanthomonas campestris pv. vesicatoria (Doide) Dye)
- Чёрная головня ячменя (Ustilago nigra Tapke) (= U. avenae (Pers.) Rostr).
- Чёрная ножка (мягкая гниль) картофеля (Erwinia carotovora subsp. atroseptica (van Hall) Dye)
- Чёрная ножка капусты (Olpidium brassicae (Woronin) P.A. Dang., Pythium debarianum R. Hesse, Rhizoctonia solani J.G. Kuehn.
- Чёрный бактериоз пшеницы (Xanthomonas campestris pv. translucens (Jones, Jonson & Reddy) Dye)
- Чёрный рак яблони (Sphaeropsis malorum Peck.) (=Botryosphaeria obtusa (Schwein.) Shoemaker.)
- Чернь колоса пшеницы (Alternaria alternata (Fr.) Keissl., Cladosporium herbarum (Pers.) Link., Epicoccum purpurascens Ehrenb., Botrytis cinerea Pers.)
- Чехловидная болезнь злаков (Epichloe typhina Tul.)

## C. Сорные растения
- Аистник цикутовый, журавельник цикутовый, грабельки (Erodium cicutarium (L.) L'Her.)
- Акалифа южная (Acalypha australis L.)
- Аксирис щирицевый (Axyris amaranthoides L.)
- Амброзия голометельчатая, амброзия многолетняя (Ambrosia psylostachya DC.)
- Амброзия полыннолистная (Ambrosia artemisiifolia L.)
- Аметистка голубая (Amethystea caerulea L.)
- Белена чёрная (Hyoscyamus niger L.)
- Бифора лучистая, двойчатка лучистая (Bifora radians Bieb.)
- Бодяк полевой (Cirsium arvense (L.) Scop.)
- Бодяк седой, бодяк беловойлочный (Cirsium incanum (S.G.Gmel.) Fisch.)
- Бодяк щетинистый (Cirsium setosum (Willd.) Bess.)
- Бородавник обыкновенный (Lapsana communis L.)
- Василёк луговой (Centaurea jacea L.)
- Василёк приплюснутый (Centaurea depressa Bieb.)
- Василёк синий (Centaurea cyanus L.)
- Верблюдка повислая (Corispermum declinatum Steph. ex Iljin)
- Воробейник полевой (Buglossoides arvensis (L.) Johnst)
- Вьюнок полевой, берёзка (Convolvulus arvensis L.)
- Галинсога мелкоцветковая (Galinsoga parviflora Cav.)
- Гибискус тройчатый, вздутый (Hibiscus trionum L.)
- Горец Бунге (Persicaria bungeana (Turcz.) Nakai ex Mori.)
- Горец змеиный (Polygonum bistorta L.)
- Горец льняной, клопец (Polygonum linicola (O. Schwarz) Sutul.)
- Горец перечный (Persicaria hydropiper (L.)Spach)
- Горец птичий (Polygonum aviculare L.)
- Горец развесистый, щавелелистный, персикария развесистая (Persicaria lapathifolia (L.) S.F. Gray.)
- Горошек волосистый, вика волосистая (Vicia hirsuta (L.) S. F. Gray.)
- Горошек мохнатый, вика мохнатая (Vicia villosa Roth)
- Горошек мышиный (Vicia cracca L.)
- Горошек четырёхсемянный, вика четырёхсемянная (Vicia tetrasperma (L.) Moench.)
- Горчак ползучий, розовый (Acroptilon repens DC.)
- Горчица полевая (Sinapis arvensis L.)
- Горчица сарептская (Brassica juncea (L.) Czern.)
- Гречиха татарская (Fagopyrum tataricum (L.) Gaertn.)
- Гречишка вьюнковая, фаллопия вьюнковая (Fallopia convolvulus (L.) A. Love.)
- Гулявник высокий (Sisymbrium altissimum L.)
- Гулявник лекарственный (Sisymbrium officinale L.)
- Дескурайния Софии (Descurainia sophia (L.) Webb. ex Prantl.)
- Дивала однолетняя (Scleranthus annuus L.)
- Додарция восточная (Dodartia orientalis L. )
- Дрёма белая, смолёвка белая (Silene latifolia (Mill.) Garcke.)
- Дурнишник обыкновенный или зобовидный (Xanthium strumarium L.)
- Дурнишник игольчатый, колючий (Xanthium spinosum L.)
- Дурнишник сибирский (Xanthium sibiricum Patrin ex Widd.)
- Дымянка Вайана (Fumaria vaillantii Loisel.)
- Дымянка лекарственная, аптечная (Fumaria officinalis L.)
- Ежовник обыкновенный, куриное или петушье просо (Echinochloa crusgalli (L.) Beauv.)
- Ежовник рисовидный, просянка рисовидная (Echinochloa oryzoides (Ard.)Fritsch
- Железница горная (Sideritis montana L.)
- Желтушник левкоиный (Erysimum cheiranthoides L.)
- Жерардия полевая, шерардия полевая (Sherardia arvensis L.)
- Жерушник болотный (Rorippa palustris (L.) Bess.)
- Живокость полевая (Consolida regalis S.F. Gray)
- Заразиха ветвистая, конопляная (Orobanche ramosa L.)
- Заразиха египетская (Orobanche aegyptiaca Pers.)
- Заразиха подсолнечниковая (Orobanche cumana Wallr.)
- Звездчатка злаковидная, злачная, пьяная трава (Stellaria graminea L.)
- Звездчатка средняя, мокрица (Stellaria media (L.) Vill.)
- Зюзник блестящий (Lycopus lucidus Turz.)
- Канатник Теофраста (Abutilon theophrasti Medik.)
- Капуста полевая (Brassica campestris L.)
- Клевер ползучий (Trifolium repens L.)
- Клубнекамыш морской (Bolboschoenus maritimus (L.) Palla.)
- Коммелина обыкновенная, синеглазка (Commelina communis L.)
- Костер ржаной (Bromus secalinus L.)
- Крестовник обыкновенный (Senecio vulgaris L.)
- Кривоцвет восточный (Lycopsis orientalis L.)
- Кривоцвет полевой (Lycopsis arvensis L.)
- Кульбаба осенняя (Leontodon autumnalis L.)
- Латук компасный, салат дикий (Lactuca serriola L.)
- Латук сибирский (Lactuca sibirica (L.) Maxim.)
- Лебеда татарская (Atriplex tatarica L.)
- Лепидотека душистая (Lepidotheca suaveolens (Pursh) Nutt.)
- Липучка обыкновенная, оттопыренная, ежевидная (Lappula squarrosa (Retz.) Dumort)
- Липучка пониклая (Lappula patula (Lehm.) Menyharth)
- Льнянка обыкновенная (Linaria vulgaris (L.) Mill.)
- Лютик ползучий (Ranunculus repens L.)
- Мак самосейка, мачек (Papaver rhoeas L.)
- Марь белая (Chenopodium album L.)
- Марь зелёная (Chenopodium suecicum J. Murr.)
- Марь красная (Chenopodium rubrum L.)
- Марь многосемянная (Chenopodium polyspermum L.)
- Марь остистая (Chenopodium aristatum L.)
- Марь сизая (Chenopodium glaucum L.)
- Мать-и-мачеха (Tussilago farfara L.)
- Мелколепестник канадский (Conyza canadensis (L.) Crong.)
- Метлица обыкновенная (Apera spica-venti (L.) Beauv.)
- Молокан татарский, осот голубой (Lactuca tatarica (L.) C.A.Mey.)
- Молочай лозный, прутьевидный (Euphorbia virgata Waldst. & Kit.)
- Молочай серповидный (Euphorbia falcata L.)
- Молочай солнцегляд (Euphorbia helioscopia L.)
- Монохория Корсакова (Monochoria korsakowii Regel et Maack)
- Мята канадская (Mentha canadensis L.)
- Мята полевая (Mentha arvensis L.)
- Мятлик однолетний (Poa annua L.)
- Незабудка полевая (Myosotis arvensis (L.) Hill.)
- Неслия метельчатая, круглец метельчатый (Neslia paniculata (L.) Desv.)
- Нивяник обыкновенный, поповник луговой (Leucanthemum vulgare Lam.)
- Оберна Бехена, смолёвка широколистная, смолёвка хлопушка, хлопушка (Oberna behen (L.) Ikonn.)
- Овёс пустой, овсюг (Avena fatua L.)
- Одуванчик лекарственный, аптечный (Taraxacum officinale Wigg.)
- Осот полевой, осот жёлтый, или осот молочайный (Sonchus arvensis L.)
- Осот шероховатый, острый (Sonchus asper (L.) Hill.)
- Паслён каролинский (Solanum carolinense L.)
- Паслён колючий (Solanum cornutum Lam.)
- Паслён чёрный (Solanum nigrum L.)
- Пастушья сумка обыкновенная (Capsella bursa-pastoris (L.) Medik.)
- Пижма обыкновенная, дикая рябинка (Tanacetum vulgare L.)
- Пикульник двунадрезанный, двурасщепленный, жабрей (Galeopsis bifida Boenn.)
- Пикульник заметный, красивый, зябра, жабрей (Galeopsis speciosa Mill.)
- Пикульник ладанниковый, мягковолосый, медунка (Galeopsis ladanum L.)
- Пикульник обыкновенный, жабрей (Galeopsis tetrahit L.)
- Плевел расставленный (Lolium remotum Schrank)
- Повилика европейская (Cuscuta europaea L.)
- Повилика льняная (Cuscuta epilinum Weihe.)
- Повилика перечная, повилика Тинео (Cuscuta tinei Insenga)
- Повилика полевая (Cuscuta campestris Yunck.)
- Подмаренник цепкий (Galium aparine L.)
- Подорожник большой (Plantago major L.)
- Подорожник ланцетолистный, ланцетовидный (Plantago lanceolata L.)
- Подорожник средний (Plantago media L.)
- Подсолнечник сорнополевой, чечевицевидный (Helianthus lenticularis Dougl. ex Lindl.)
- Полевица гигантская (Agrostis gigantea Roth.)
- Полынь Аржи (Artemisia argyi Levl. et Vaniot.)
- Полынь обыкновенная, чернобыльник (Artemisia vulgaris L.)
- Полынь пустынная (Artemisia desertorum Spreng.)
- Портулак огородный (Portulaca oleracea L.)
- Просо сорное (Panicum miliaceum subsp. ruderale (Kitag.) Tzvel.)
- Пупавка красильная (Anthemis tinctoria L.)
- Пупавка полевая (Anthemis arvensis L.)
- Пырей ползучий (Elytrigia repens (L.) Nevski)
- Редька дикая, полевая (Raphanus raphanistrum L.)
- Резак обыкновенный (Falcaria vulgaris Bernh.)
- Резеда желтая (Reseda lutea L.)
- Рогачка хреновидная (Erucastrum armoracioides (Czern. ex Turcz.) Cruchet.)
- Рогоз широколистный (Typha latifolia L.)
- Росичка кровавокрасная (Digitaria sanguinalis (L.) Scop.)
- Рыжик мелкоплодный (Camelina microcarpa Andrz.)
- Свинорой пальчатый (Cynodon dactylon (L.) Pers)
- Секироплодник пёстрый, вязель пёстрый (Securigera varia (L.) Lassen.)
- Сердечница крупковидная (Cardaria draba (L.) Desv.)
- Сигезбекия восточная (Sigesbeckia orientalis L.)
- Ситник жабий (Juncus bufonius L.)
- Скерда кровельная (Crepis tectorum L.)
- Сныть обыкновенная (Aegopodium podagraria L.)
- Солянка холмовая (Salsola collina Pall.)
- Солянка южная, перекати-поле, курай (Salsola australis R.Br.)
- Сорго алеппское, джонсова трава, гумай (Sorghum halepense (L.) Pers.)
- Софора обыкновенная (Pseudosophora alopecuroides I.)
- Софора толстоплодная (Sophora pachycarpa C.A.Me)
- Сурепка обыкновенная (Barbarea vulgaris R.Br.)
- Сушеница топяная, сушеница болотная (Gnaphalium uliginosum L.)
- Сыть круглая (Cyperus rotundus L.)
- Торица полевая, обыкновенная (Spergula arvensis L.)
- Трёхрёберник продырявленный, триплеуроспермум продырявленный, ромашка непахучая (Tripleurospermum inodorum  (L.) Sch. Bip.)
- Тростник обыкновенный, южный (Phragmites australis (Cav.) Trin. ex. Stend.)
- Тысячелистник обыкновенный (Achillea millefolium L.)
- Фиалка полевая (Viola arvensis Murr.)
- Фиалка трёхцветная, анютины глазки (Viola tricolor L.)
- Хвощ луговой (Equisetum pratense Ehrh.)
- Хвощ полевой (Equisetum arvense L.)
- Хондрилла ситниковая (Chondrilla juncea L.)
- Хориспора нежная (Chorispora tenella (Pall.) DC.)
- Ценхрус малоцветковый (Cenchrus pauciflorus L.)
- Циклахена дурнишниколистная (Cyclachaena xanthiifolia (Nutt.) Fresen.)
- Частуха подорожниковая (Alisma plantago-aquatica L.)
- Череда трёхраздельная (Bidens tripartita L.)
- Чертополох колючий, шиповатый, акантоидный, акантолистный (Carduus acanthoides L.)
- Чертополох крючковатый (Carduus uncinatus Bieb.)
- Чертополох поникший, поникающий (Carduus nutans L.)
- Чина клубненосная (Lathyrus tuberosus L.)
- Чистец болотный (Stachys palustris L.)
- Чистец однолетний, забытый (Stachys annua L.)
- Чистец шершавый (Stachys aspera Michx.)
- Чихотник обыкновенный, чихотная трава, тысячелистник птармика, птармика обыкновенная (Achillea ptarmica Blakw. ex DC)
- Щавель курчавый (Rumex crispus L.)
- Щавель малый (Rumex acetosella L.)
- Щетинник зелёный, мышей зелёный (Setaria viridis (L.) Beauv.)
- Щетинник сизый, мышей сизый (Setaria pumila (Poir.) Schult.)
- Щирица белая (Amaranthus albus L.)
- Щирица жминдовидная (Amaranthus blitoides S. Wats.)
- Щирица запрокинутая (Amaranthus retroflexus L.)
- Якорцы наземные (Tribulus terrestris L.)
- Ярутка полевая (Thlaspi arvense L.)
- Ясколка луговая (Cerastium arvense L.)
- Яснотка пурпурная (Lamium purpureum L.)
- Яснотка стеблеобъемлющая (Lamium amplexicaule L.)